# Aeroportul Tela
Aeroportul Tela (IATA: TEA, ICAO: MHTE) este un aeroport din Tela⁠(d), Atlántida, Honduras ce deservește zona Tela⁠(d). A fost numit după zona deservită.
Situat la o altitudine de 2 m, aeroportul dispune de o singură pistă.